# 天壽 (宇文化及)
天壽（618年九月—619年閏二月）：隋朝末期唐朝初期領袖，許政權宇文化及的年号，歷時數月。
王应麟《玉海》作秦王浩年号，注：“一云宇文化及”。

## 纪年
| 天壽 | 元年  | 二年  |
| ---- | ----- | ----- |
| 公元 | 618年 | 619年 |
| 干支 | 戊寅  | 己卯  |

## 同期存在的其他政权年号
- 中國
  - 皇泰（618年－619年）：隋朝—杨侗年号
  - 太平（616年－622年）：隋朝時期—楚政權林士弘年号
  - 丁丑（617年－618年）：隋朝時期—夏政權窦建德年号
  - 五凤（618年－621年）：隋朝時期—夏政權窦建德年号
  - 永平（617年－618年）：隋朝時期—魏政權李密年号
  - 天兴（617年－620年）：隋朝時期—刘武周年号
  - 永隆（618年－628年）：隋朝時期—梁政權梁師都年号
  - 秦兴（617年－618年）：隋朝時期—秦政權薛擧年号
  - 鸣凤（617年－618年）：隋朝時期—梁政權蕭銑年号
  - 安樂（617年－619年）：隋朝時期—涼政權李軌年号
  - 昌達（618年－619年）：隋朝時期—楚政權朱粲年号
  - 始兴（618年－624年）：隋朝時期—燕政權高开道年号
  - 法輪（618年）：隋朝時期—齊政權高曇晟年号
  - 武德（618年－626年）：唐朝—唐高祖李淵年号
  - 义和（614年－619年）：高昌—麴某年号
- 朝鮮半島
  - 建福（584年－634年）：新羅—真平王之年號

## 引用來源
1. ↑  李崇智，《中國歷代年號考》，第105-106頁。
2. ↑  李兆洛《紀元編》卷上：「宇文化及，天壽〈武德元年九月改，二年二月誅〉。」
3. ↑  魏徵.  . 维基文库.「於是鴆殺浩，僭皇帝位於魏縣，國號許，建元為天壽，署置百官。」
4. ↑  李延壽.  . 维基文库.「於是鳩殺浩，僭皇帝位於魏縣，國號許，建元為天壽，置百官。」
5. ↑  司馬光.  . 维基文库.「〔武德元年九月〕宇文化及……鴆殺秦王浩，即皇帝位於魏縣，國號許，改元天壽，署置百官。」
6. ↑  司馬光.  . 维基文库.「〔武德二年閏二月〕(竇)建德與(宇文)化及連戰，大破之，化及復保聊城。建德縱兵四面急攻，王薄開門納之。建德入城，生擒化及，……」

## 參看
- 中國年號索引
- 其他使用天壽為紀年的政權

| 前一年號： 隋：大業 | 許年號 618年－619年 | 下一年號： -- |